# Buchimaie
Buchimaie (em francês: Mbuji-Mayi ou Mbujimayi) é a capital e a maior cidade da província do Cassai Oriental, na República Democrática do Congo. O Relatório de Perspectivas Mundiais de Urbanização das Nações Unidas coloca a população em 1,4 milhões de habitantes (2010), sendo a segunda maior cidade quinxassa-congolesa.
Denominou-se "Bacuanga" (ou Bakwanga) até 1966.

## Etimologia
O nome Buchimaie (ou Mbuji-Mayi) provém do idioma local, a língua luba, e se traduz como "cabra-água", um nome que deriva do grande número de cabras criadas na região, e pela posição da cidade na bacia do rio Sancuru.

## Geografia
Buchimaie encontra-se nos territórios da etnia luba no vale do rio Buchimaie, já próximo à confluência deste com o rio Sancuru.

## História
A região onde a cidade de Buchimaie está atualmente já foi um aglomerado de aldeias em terras pertencentes ao clã bacuanga. Os diamantes foram descobertos pela primeira vez na área já em 1907. Em 1913 é erguido um campo de mineração para abrigar mineiros e funcionários da Sociedade Mineira de Bakwanga (MIBA). Os acessos aos locais de extração era rigorosamente controlado pela MIBA, que preferiu construir a cidade de Buchimaie nos moldes de uma company town, com alojamentos para os trabalhadores. Um posto de controle e segurança monitorava a população, que tornava quase impossível estabelecer residência livremente na área. No final da década de 1950 a cidade não passava de 40 mil moradores.
A área de Buchimaie é um dos mais ricos depósitos minerais do mundo. Na década de 1950, estimava-se que tinha as reservas industriais de diamantes mais importantes do mundo, contendo pelo menos 300 milhões de quilates de diamantes. Em 1963, a Sociedade Mineira de Bakwanga, com sede em Buchimaie, era a fonte de 80% dos diamantes industriais do mundo, num universo de 57% de todos os diamantes.
Pouco depois da independência do Congo, Albert Kalonji, um chefe tribal luba, declarou-se governante do Estado secessionista de Cassai do Sul, em 8 de agosto de 1960, durante a ruinosa Crise do Congo. Após longas batalhas contra o poder central quinxassa-congolês, Kalonji foi definitivamente capturado em 4 de outubro de 1962, efetivamente encerrando a independência da região (de fato em 1963).
Durante o processo de zairização de Mobutu Sese Seko, em 1966, a cidade perdeu o nome de "Bacuanga" e passou a chamar-se Buchimaie. Talvez tenha sido o único nome africano a ser alterado no período, com a justificativa de ser um nome neutro a todos os lubas e não somente ao clã bacuanga.
Buchimaie cresceu rapidamente após a independência quinxassa-congolesa em 1960, com a imigração de lubas de diferentes partes do país, servindo como exército industrial de reserva. Ao longo das décadas de 1980 e 1990, Zaire e Mobutu deram pouca atenção a Buchimaie, oferecendo quase nenhum dinheiro para construir estradas, escolas ou hospitais. No vácuo político, restou à, ainda privada, empresa MIBA intervir. A empresa investiu pesadamente na região, reparando estradas, pagando soldados e fornecendo água e eletricidade para a cidade a partir de sua própria usina, além de financiar uma nova universidade. A empresa criou um fundo social de 5 a 6 milhões de dólares por ano, cerca de 8% de seu orçamento anual. Esta posição da MIBA fizeram de Jonas Mukamba Kadiata Nzemba, seu diretor executivo, um dos homens mais poderosos da região e o governador de fato de Buchimaie.
Duarante a Primeira Guerra do Congo, a cidade caiu diante dos ataques dos rebeldes em 4 de abril de 1997. Saques afetaram a cidade, particularmente as operações de mineração da MIBA.
A MIBA (e a mineradora estatal Gécamines) teve que passar a ser um forte instrumento de financiamento das enormes despesas de guerra do Estado quinxassa-congolês. Passou a operar à beira da falência durante a década de 2000. A empresa MIBA finalmente faliu em 2008, o que teve repercussões econômicas enormes para a cidade. A empresa MIBA foi estatizada e recapitalizada em 2010, mas suas estruturas encontram-se precárias e frágeis.

## Economia
Com um dos mais ricos depósitos minerais do mundo, serve centro industrial da mineração de diamantes, além de sediar as operações das empresas Sociedade Mineira de Bakwanga (MIBA) e da Diamant International. Além disso, ainda persiste a extração artesanal de gemas.
A infraestrutura da cidade é muito precária, com parca capacidade energética. Há também uma forte dependência do comércio externo para suprimento dos produtos mais básicos às atividades produtivas e de consumo das classes trabalhadoras.

## Infraestrutura

### Educação
A principal instituição de ensino superior da cidade é a pública Universidade Oficial de Buchimaie (OUM). Sedia ainda o Instituto Faculdade de Ciências da Informação e Comunicação (IFASIC), o Instituto Superior Pedagógico (ISP) e o Instituto Superior de Técnicas Médicas (ISTM), todos públicos. O principal estabelecimento privado é a Universidade de Buchimaie (UM).

### Tranportes
Possui o importante Aeroporto de Buchimaie.